# 中村 (相撲)
中村（なかむら）は、日本相撲協会の年寄名跡のひとつ。大坂相撲の別派である「広角組」を支援していた侠客の名字が名跡となった。

## 中村の代々
- 代目の太字は、部屋持ち親方。

| 代目 | 引退時しこ名   | 最高位 | 現役時の所属部屋          | 襲名期間                              | 備考                                 |
| ---- | -------------- | ------ | ------------------------- | ------------------------------------- | ------------------------------------ |
| 初代 | 侠客・中村芝吉 | ---    | ---                       |                                       |                                      |
| 2代  | 小松山淺七     | ---    | ---                       |                                       |                                      |
| 3代  | 小若島大五郎   | 前1    | 中村部屋                  | 1878年1月-1924年5月（廃業）           |                                      |
| 4代  | 葭ノ浦清治郎   | 十9    | 高崎-中村部屋             | 1925年6月-1943年1月（廃業）           |                                      |
| 5代  | 楯甲新蔵       | 前1    | 不知火-中村-友綱-中村部屋 | 1943年1月-1966年1月（死去）           |                                      |
| 6代  | 宇多川雷藏     | 前3    | 高嶋-吉葉山-宮城野部屋    | 1967年7月-1969年11月                  | 借株 11代楯山に名跡変更              |
| 7代  | 明武谷保彦     | 関脇   | 高嶋-吉葉山-宮城野部屋    | 1969年11月-1977年1月（廃業）          |                                      |
| 8代  | 大鷲平         | 前3    | 若松部屋                  | 1978年1月-1979年9月                   | 借株 11代山響に名跡変更              |
| 9代  | 神幸勝紀       | 前8    | 伊勢ヶ濱部屋              | 1983年11月-1985年2月                  | 借株 11代高島に名跡変更              |
| 10代 | 富士櫻栄守     | 関脇   | 高砂部屋                  | 1985年3月-2013年2月（停年(定年)退職） |                                      |
| 11代 | 琴錦功宗       | 関脇   | 佐渡ヶ嶽部屋              | 2014年1月-2016年1月                   | 借株→一時的襲名 19代朝日山に名跡変更 |
| 12代 | 佐田の富士哲博 | 前2    | 中立-境川部屋             | 2017年5月-2019年8月                   | 一時的襲名 14代山科に名跡変更        |
| 13代 | 嘉風雅継       | 関脇   | 尾車部屋                  | 2019年9月-                            |                                      |

## 本名の姓が「中村」の関取
年寄名と重なる四股名は使えないため（止め名）、「中村」姓の力士は姓をそのまま四股名とすることはできず、初土俵の時点で別の四股名を用意する必要がある。
- 栃光正之（大関）
- 大輝明道→北勝富士大輝（小結）
- 炎鵬晃→炎鵬友哉（前頭※現役）
- 大の里泰輝（横綱※現役）